# Juan Lira Bianchi
Juan Pablo Lira Bianchi, fue un ex embajador chileno. En su carrera diplomática, desempeñó cargos como embajador de Chile en Colombia (1994 1997), Perú (2001 2006), Ecuador (2010-2014) y representante permanente de Chile ante la OEA (2014-2016). Se desempeñó como director ejecutivo de la Agencia Chilena de Cooperación Internacional para el Desarrollo (AGCID) desde agosto de 2016 a julio de 2020.

## Biografía
Formó parte del Ministerio de Relaciones Exteriores de Chile, desde agosto de 1971 a enero de 1974. En septiembre de 1975, cuando se hallaba viviendo en Quito, Ecuador, participó en el Fondo de las Naciones Unidas para la Infancia (UNICEF) en dicha ciudad hasta diciembre de 1977. Luego fue consultor técnico del Fondo de Desarrollo Rural Marginal (FODERUMA) en el Banco Central del Ecuador desde septiembre de 1978 a octubre de 1980.
Se graduó de bachiller en el exclusivo colegio colombiano Gimnasio Moderno, en Bogotá.
En octubre de 1981 pasó a ser Subgerente General de las Compañías “Inmobiliaria Mallorca S.A.” y “Pusuqui S.A.” en Quito, Ecuador hasta diciembre de 1985, cuando retorna a Chile.
Fue Investigador del Centro de Estudios de Desarrollo (CED) en Santiago de Chile desde marzo de 1986, hasta septiembre de 1991. En abril de 1990 asume como Secretario Ejecutivo del Círculo de Estudios sobre Política Exterior (CEPEX), donde se desempeña hasta diciembre de 1991.
Ese año Patricio Aylwin, Presidente de la República de Chile en la época, lo nombra embajador el 1º de marzo de 1992.
Trabajando en el Ministerio de Relaciones Exteriores se desempeñó como Jefe de Gabinete del Subsecretario de Relaciones Exteriores desde septiembre de 1991 hasta el 11 de marzo de 1994. Más tarde fue Jefe de Gabinete del Ministro de Relaciones Exteriores desde el 11 de marzo hasta el 18 de abril de 1994.
Su siguiente cargo fue de embajador extraordinario y plenipotenciario de Chile en Colombia, donde vivió desde el 25 de mayo de 1995 hasta el 28 de junio de 1997.
El 1º de julio de 1997 retorna a Chile para asumir el cargo de Director del Ceremonial y Protocolo, el cual desempeñó hasta el 11 de marzo de 2000. Luego, el 11 de marzo de 2000 asume como Jefe de Gabinete de la ministra de Relaciones Exteriores, hasta el 25 de febrero de 2001.
Al mismo tiempo también fue Consejero de la Agencia de Cooperación Internacional (AGCI) desde el 11 de marzo de 2000 y hasta el 8 de marzo de 2001. 
Luego fue nombrado embajador extraordinario y plenipotenciario de Chile en el Perú, donde arribó el 10 de marzo de 2001 y se desempeñó en dicho cargo hasta el 14 de mayo de 2006. 
Asumió después como Director de América del Sur el 22 de mayo de 2006 al 21 de marzo de 2008. Luego fue director general de Política Exterior desde el 24 de marzo de 2008 al 8 de julio de 2009.
El 20 de julio de 2009 asume como Embajador Extraordinario y Plenipotenciario de Chile en Ecuador, donde vivió hasta el año 2014 . 
Luego, en mayo de 2014, asumió la delegación permanente de Chile ante la Organización de Estados Americanos (OEA) en Washington D. C., cargo que ocupó hasta julio de 2016. 
Tras su vuelta a Chile una vez concluida su misión en la OEA, se jubiló del servicio exterior y fue designado de forma interina como director de la AGCID, cargo que luego obtuvo por concurso público a mediados de 2016. Fue designado oficialmente en el año 2017 por la entonces presidenta Michelle Bachelet.

### Otras actividades
Fue columnista semanal en “El Comercio” de Quito, entre los años 1982 y 1990. 
Entre 1985 y 1992, fue corresponsal para Chile del Diario “El Comercio” de Ecuador y Miembro de la Asociación Chilena de Cientistas Políticos A.G.

### Experiencia docente
Fue Profesor de “Organizaciones Internacionales” y de “Sistemas Económicos de Integración”, entre 1975-1985. De la Universidad Católica de Ecuador, Departamento de Ciencia Política; y profesor de “Relaciones Internacionales” a partir de 1993 en la Universidad Nacional “Andrés Bello”, Santiago, Chile en Facultad de Ciencias Jurídicas y Humanidades; y profesor de “Ceremonial y Protocolo”, a partir de 1998 del Ministerio de Relaciones Exteriores, Academia Diplomática "Andrés Bello" de Chile.

## Publicaciones
- Revista “Nueva Sociedad” Nº31/32 julio-octubre de 1997. Relaciones Internacionales “Convertir la Debilidad en Fuerza. La República Popular China y su Política hacia el Tercer Mundo”.
- Varios artículos publicados en las Revistas “Análisis”, “Política y Espíritu”, Diario “La Época” y múltiples cartas a “El Mercurio”, Santiago, Chile.
- Autor del libro “Libertad para Escribir” editorial Andina, Quito, Ecuador, junio de 1985. 249 páginas.
- Anuario de Política Exterior. Publicación del programa de Seguimiento de las Polí
- ticas Exteriores de América Latina (PROSPEL). Grupo Editorial Latinoamericano, Buenos Aires.
- Anuario 1985:”América Latina y El Caribe: Políticas Exteriores para Sobrevivir”La Política Exterior del Ecuador. Del Multilateralismo al Bilateralismo.pp 237 a 261
- Anuario 1986:”Las Políticas Exteriores de América Latina y El Caribe: Continuidad en la Crisis”.Ecuador: Inestabilidad y Presiones sobre la Políticas Exterior, pp 229 a 250.
- Anuario 1991:”Hacia unas Relaciones Internacionales de Mercado”Ecuador: Una activa gestión, pp 157 a 164.
- “El Panorama Político y Económico Internacional Actual: Presencia e Interés de Chile”. Estudio presentado al Quinto Encuentro Regional , Punta Arenas, mayo de 1992. Consejo Chileno para las Relaciones Internacionales, serie de informes, 1992, pp. 9-46.
- Situación Actual del Ministerio de Relaciones Exteriores. Algunas proyecciones”. Papeles de Trabajo N.º 30. PEP (Programa de Estudios Prospectivas). CorporaciónTiempo 2000, diciembre de 1993.
- “El Diálogo Unión Europea-América Latina”, Chile y la Unión Europea, pp 61 a 67. Ministerio de Relaciones Exteriores y Fundación Friedrich Ebert de Colombia, primera edición, Santafé de Bogotá, septiembre de 1995.
- Innumerables intervenciones y/o presentaciones en Chile y en el extranjero, mientras se desempeñara como Director General de Política Exterior (2008-2009).

## Condecoraciones
- Gran Cruz de la Orden de Boyacá, Colombia 1997
- Gran Cruz de la Orden de Río Branco, Brasil 1997
- Gran Cruz de la Orden Nacional al Mérito, Ecuador 1998
- Orden Mexicana del Águila Azteca en Grado de Banda, 1998
- Cruz de la Orden al Mérito de la República de Polonia en el Grado de Gran Oficial, 1999
- Cruz de Gran Oficial de la Orden al Orden del Mérito de la República Federal de Alemania (con estrella), 1999
- Orden Nacional José Matías Delgado, en el Grado de Gran Cruz Placa de Plata, República de El Salvador, 1999
- Orden de Vasco Núñez de Balboa, en el Grado de Gran Cruz, República de Panamá, 1999
- Orden Nacional “Honorato Vásquez”, en el Grado de Gran Cruz, República de Ecuador, 1999
- Orden al Mérito de la República Italiana, en el Grado de Gran Oficial, 2000
- Orden El Sol del Perú, en el Grado de Gran Cruz, República del Perú, 2000
- Orden del Libertador San Martín en el Grado de Gran Cruz, República Argentina, 2001
- Orden de San Carlos, en el Grado de Gran Cruz, República de Colombia, 2001
- Orden Nacional del Mérito, en el Grado de Gran Cruz, República de Paraguay, 2001
- Orden al Mérito por Servicios Distinguidos, en el Grado de Gran Cruz, República del Perú, 2006
- Gran Cordón de la Orden de la Independencia, Reino Hachemita de Jordania, 2008
- Un “Escudo al Mérito Policial” de la República de Ecuador, 2014[4]